# Завод многопрофильного оборудования
Завод многопрофильного оборудования — машиностроительное предприятие в городе Петропавловск, Казахстан. Специализируется на производстве бурового оборудования для геологоразведочных работ. Основано в 1999 году на базе цеха нестандартного оборудования Петропавловского завода тяжёлого машиностроения.

## История
Основано в 1999 году на базе цеха нестандартного оборудования Петропавловского завода тяжёлого машиностроения и специализировалось на производстве запасных частей для нефтегазового оборудования, капитальном ремонте металлорежущего оборудования.
В 2006 году начато сотрудничество с АО «Волковгеология» и начато производство бурового оборудования.
В 2008 году освоено производство буровых станков ЗМО-1500 (аналог российского ЗИФ-1200) и первые шесть агрегатов отправлены заказчику.
В 2009 году освоено производство труборазворотов РТ-1200, элеваторов полуавтоматических МЗ-50-80, вертлюгов-амортизаторов, талевых блоков грузоподъемностью по 10 тонн.
В 2011 году начато производство аварийно-ловильного инструмента: метчики, колокола, переходники противоаварийные и фрезерные, ключи трубные шарнирные, вилки отбивные/подкладные (кованые).
В 2012 году началось сотрудничество с предприятиями Узбекистана и России.
В 2013 году освоено производство породоразрушающего инструмента: трёхлопастные трёхшарошечные долота.
В октябре 2016 года провели встречу с АО «Казахстанский институт развития индустрии» в рамках международного инвестиционного форума «Kyzylzhar Invest 2016». В этом же году было запланировано сотрудничество с Петропавловским тракторным заводом для производства тракторов и произведена часть деталей для тракторов марки «Батыр».
В 2018 году совместно с Евразийской группой проработана возможность применения буровых колонок казахстанского производства на предприятиях ERG.
В 2020 году проведена встреча с партией Nur Otan (ныне Amanat).
В 2020-2021 гг. в рамках благотворительной акции «Дорога в школу», проведённой по инициативе Министерства образования и науки Республики Казахстан, предприятие оказало помощь 5 детям из многодетных семей из средней школы №10.

## Характеристика
В 2019 году на предприятии трудилось более 160 человек.
Предприятие включено в Реестр отечественных товаропроизводителей организаций группы Фонда Национального Благосостояния АО «Самрук-Казына». Также завод имеет представителя в комитете машиностроения при Региональном совете Палаты предпринимателей СКО. Предприятие сотрудничает с Северо-Казахстанским университетом имени Манаша Козыбаева в сфере науки.
Среди клиентов предприятия числятся казахстанские, российские и узбекистанские компании, в том числе Волковгеология, Казахмыс, Русбурмаш, Навоийский горно-металлургический комбинат и др. Производятся комплектующие для курганских предприятий РКЦ «Шталь» и РТИ «Микрон».
Уровень казахстанского содержания в продукции предприятия составляет от 60 до 100%.

## Продукция
К списку продукции относятся:
- Буровое оборудование для геологоразведочных работ: буровые станки для работ на глубине до 1500 метров, талевые блоки, элеваторы, вертлюги-амортизаторы, вертлюги буровые;
- Породоразрушающий и ловильный инструмент: долота шарошечные.
- Запчасти для иностранных буровых станков;
- Ремонт металлорежущих станков[21].

## Финансовые показатели
В 2007 году предприятие выпустило продукции на 83 миллиона тенге.
За первое полугодие 2011 года объем производства составил 400 млн. тенге.
В 2014 году только с российскими клиентами из Кургана и Тюмени предприятие заключило договоры на 140 млн. тенге.
В 2016 году объём производства превысил 662 млн. тенге.
В 2017 году были заключены контракты на 900 млн. — 1 млрд. тенге.
В 2020 году в сравнении с прошлым годом портфель заказов вырос на 38% (с 0,8 до 1,1 млрд тенге).
В 2022 году сумма заказов составила более 1 млрд. тенге.

## Награды
В 2016 году предприятие заняло 1-е место в Северо-Казахстанской области в конкурсе «Лучший товар Казахстана - 2016» в номинации «Лучшие товары производственного назначения» за производство буровых станков ЗМО-1500, штангоразворотов и 3-х лопастных PDC долот. В 2017 году предприятие заняло 3-е место в Северо-Казахстанской области в категории «Лучшие товары производственного назначения» в конкурсе «Лучший товар Казахстана 2017».